# Llorenç Jou i Olió
Llorenç Jou i Olió (Tortellà, Garrotxa, 12 de febrer de 1877 - Barcelona, 18 de desembre de 1954) fou un mestre i escriptor, impulsor de la renovació educativa i de la presència del català a l'escola.

## Biografia
Estudià a l'Escola Normal de Mestres de Girona. El 1895 esdevé mestre de Vilanova de Meià (La Noguera). Després, el 1899, passà a l'escola de Llançà (Alt Empordà) on l'abril de 1903 organitzà una primera trobada de mestres per intercanviar experiències i propostes didàctiques. Trobada que portà a l'organització d'unes "Converses Pedagògiques" durant deu dies per l'agost d'aquell mateix any. Iniciativa d'autoformació autogestionada impulsada per Jou al capdavant d'un grup de mestres i mestresses rurals de les terres gironines decidits a reformar i transformat l'educació. Així ho descriu el mateix Llorenç Jou “Y como por nadie se nos facilita un camino para capacitarnos, no queda más recurso que la iniciativa popular: el estudio; el cambio de impresiones con los compañeros; el ensayo en nuestras propias escuelas; las lecciones de la experiencia; la lectura de los periódicos y revistas... toda una serie de procedimientos que podrían bautizarse con el nombre de autodidáctica profesional, única manera –la enseñanza de sí mismo– con que han llegado a ser algo los maestros que algo son."
També, a parer d'Alexandre Galí, endegà una eficaç tasca a favor de l'escola en català des de la presidència de la comissió tècnica de l'Associació Protectora de l'Ensenyança Catalana entre 1916 i 1919. Des d'allà proposà la creació d'un curs complementari per tal d'oferir una formació sobre llengua i cultura catalanes al mestres titulats. Jou i Olió s'implicà vivament en l'obra de la Protectora conjuntament amb altres mestres de l'escola pública com Rosa Sensat, Celestina Vigneaux, Jesús Sanz o Blai Vernet.
Entre 1903 i 1908 col·labora activament en diverses revistes professionals com El Defensor del Magisterio de Girona, El Avisador del Magisterio de Lleida, El Magisterio Tarraconense o El Progreso Escolar de Barcelona. Des de aquestes publicacions impulsarà l'associacionisme del magisteri. Anys a venir, Jou i Olió esdevindrà uns dels puntals de la Federació de Mestres Nacionals de Catalunya. Una entitat creada l'any 1908 per un grup de mestres públics d'orientació catalanista i progressista que va treballar per a la millora professional del col·lectiu, per la catalanització i per la introducció dels mètodes de l'Escola Nova a l'ensenyament. Tenia en el setmanari "El Magisteri Català" el canal de difusió dels seus posicionaments i activitats.
El curs 1904 – 1905 Llorenç Jou figura entre el petit grup d'alumnes que assisteixen a l'inici de la Càtedra de Pedagogia que obté Manuel Bartolomé Cossio a la Universitat de Madrid. On coneixerà els anhels reformadors de la Institución Libre de Enseñanza i l'alta valoració que del rol social i humanístic del mestre que defensa Cossio.
L'any 1906 s'incorpora al Grup Escolar Baixeras, primera escola graduada de l'Ajuntament de Barcelona que dirigeix el valencià Fèlix Martí i Alpera. Impulsà a Barcelona les "Converses pedagògiques" entre els mestres. Precedent de l'Escola d'Estiu que s'organitzà per la Mancomunitat de Catalunya al marge d'aquella iniciativa. Finalment, el 1922 i superades les prevencions, la Federació de Mestres participarà a l'organització de l'Escola d'Estiu de Barcelona.
El 1915, Llorenç Jou i Olió plantejà a les planes de la revista El Clamor del Magisterio la necessitat que el català s'ensenyés a les Escoles Normals de Magisteri.
Llorenç Jou i Olió fou alumne del prestigiós Institut J.J. Rousseau de Ginebra el 1917 i serà uns dels principals propagandistes de la seva tasca formativa, com assenyala Jordi Monés. A l'Escola d'Estiu de 1919 parlarà d'aquella institució educativa helvètica. Així mateix, viatjarà a conèixer experiències educatives europees entre 1911 i 1912.
Mesos abans de la Dictadura de Primo de Rivera (1923 - 1930) és un dels impulsors de la petició en demanda de la cooficialitat de català. També, poc abans del cop d'estat, Jou i Olió promogué un homenatge nacional a Baldiri Reixac, eclesiàstic defensor de l'escola catalana sota uniformisme borbònic del segle xviii. Amb actes a Girona i al llogaret d'Ollers del qual Reixac era rector i mestre de minyons. S'edità una edició facsimilar de les Instruccions per la ensenyança de minyons prologada per Jou
Durant la II República, li fou encarregada a Jou i Olió la direcció del Grup Escolar Bonaventura Carles Aribau, un dels nous centres educatius creats per l'Ajuntament de Barcelona i que conformen un important element de renovació educativa i una escolarització de qualitat per als fills dels treballadors. Són anys d'intensa tasca educativa i, també, de col·laboracions a la Revista de Pedagogia.
Després de la Guerra Civil (1936 – 1939) es reintegrà a la direcció de la seva escola. Mirant de conservar el possible de les propostes didàctiques al seu Grup Escolar municipal al qual el franquisme canvià el nom pel de "Reyes Católicos". Visqué en un discret segon pla fins a la jubilació. Morí el 1954.
La seva obra El Calendari Pedagògic, ha estat una útil font per a la historiografia educativa catalana.
L'Ajuntament de Tortellà, el 2015, homenatjà la memòria de Llorenç Jou i Olió col·locant una placa commemorativa a la casa del carrer Sant Pere on havia nascut.

## Obres
- Niños y niñas. Madrid: Sucesores de Hernamdo, 1904. (Tercera edició, 1928)
- Calendari pedagògic (1910 - 1915). Barcelona: Impremta. Elzeviriana i Llibreria Camí, 1930,
- Instruccions per la ensenyança de minyons : escritas per lo Rt. Baldiri Rexach, Barcelona: Associació Protectora de l'Ensenyança Catalana, 1923 (Edició facsímil d'una vuitcentista de Narcís Oliva de Girona). Pròleg de Llorenç Jou i Olió.